# Australolacerta australis
Australolacerta australis (південна скельна ящірка) — вид ящірок родини ящіркових (Lacertidae). Ендемік Південно-Африканської Республіки. Це єдиний представник монотипового роду Australolacerta.

## Поширення і екологія
Південні скельні ящірки мешкають на північному заході Капських гір, на території Західнокапської провінції, між горами Седерберг і Лангеберг. Вони живуть в чагарникових заростях фінбошу, що ростуть серед скелястих схилів, на висоті від 750 до 1400 м над рівнем моря.